# New York kávéház (Kolozsvár)
A kolozsvári New York kávéház (később Continental szálloda) a város főterén, a Jókai utca és az Egyetem utca sarkán álló műemlék épület. A romániai műemlékek  jegyzékében a CJ-II-m-B-07436 sorszámon szerepel.

## Története
A 19. század második felében az épület helyén az egyemeletes, klasszicista Nemzeti Szálló állt. Ezt 1894-ben lebontották és Pákey Lajos tervei alapján 1894-95-ben épült fel az új eklektikus stílusú szálloda és kávéház, amelynek megnyitáskor 65 szobája volt. Ez volt az első villannyal világított épület a városban; az elektromosságot a szálloda saját áramfejlesztője biztosította. A szálloda első bérlője a budapesti Steier és Gálos cég volt, akik magukkal hozták a szintén általuk bérelt budapesti New York-palota monogramos felszereléseit és berendezését. A bérlő 1912-től Fészl József volt, aki központi légfűtést, fürdőket, telefont, fedett és fűtött téli tekepályát és francia konyhát kínált a vendégeknek.
Az 1912-ben elhunyt báró Horváth-Inczédy Ödönné Rhédey Johanna a tulajdonát képező New York szállodát a Rhédey palotával együtt a Debreceni Református Kollégiumra hagyta, hogy az "Gróf Rhédey János Alapítvány" elnevezéssel kezelje őket, de kikötötte, hogy két leánya és azok leszármazói három generáción át haszonélvezeti joggal rendelkezzenek. 1899. január 10–12-én a szállodában rendezték meg az amatőr fényképészek első kolozsvári kiállítását.
A szálloda kezdettől fogva a város irodalmi életének a színhelye volt. Kolozsvári útjai alkalmával Jókai Mór is itt szállt meg. A két világháború között híres törzsvendégei voltak Áprily Lajos, Balogh Edgár, Dsida Jenő, Gaál Gábor, Hunyady Sándor, Kuncz Aladár. Törzsasztala volt a New York Kávéházban  a képzőművészeknek is. Itt készítette el Szolnay Sándor Gaál Gábor, Kibédi Sándor, Neumann Jenő húga, Fekete Tivadar portréját. Ugyanitt fogalmazták meg a kolozsvári művészek felhívásukat a Kolozsvári Szalon létrehozására. A felhívás aláírói Alex Popp, Ács Ferenc, Catul Bogdan, Tassy Demian, Romul Ladea, Rengler Nicolae, Szolnay Sándor, Widman Walter és Emil Cornea voltak.
Az 1950-es években átmenetileg diákszállónak használták az épületet, 1960 óta ismét szállodaként üzemelt. Az épületet 2005-ben eladták, a szálloda és az étterem bezárt.

## Leírása

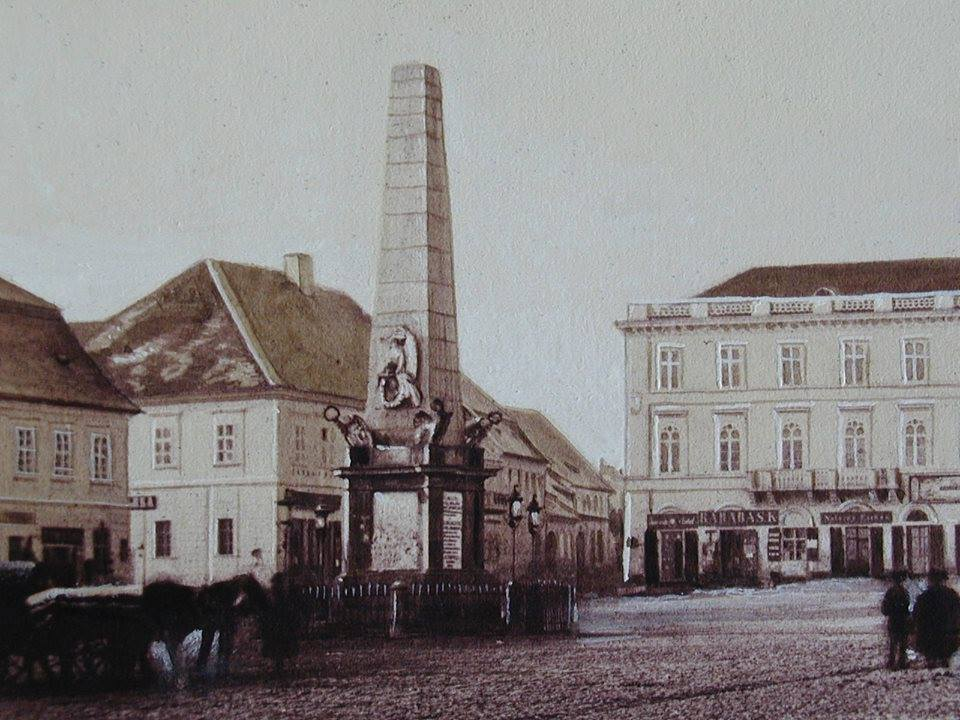
Az egykori Nemzeti Szálló 1859-ben (a Karolina-oszlop mögött)
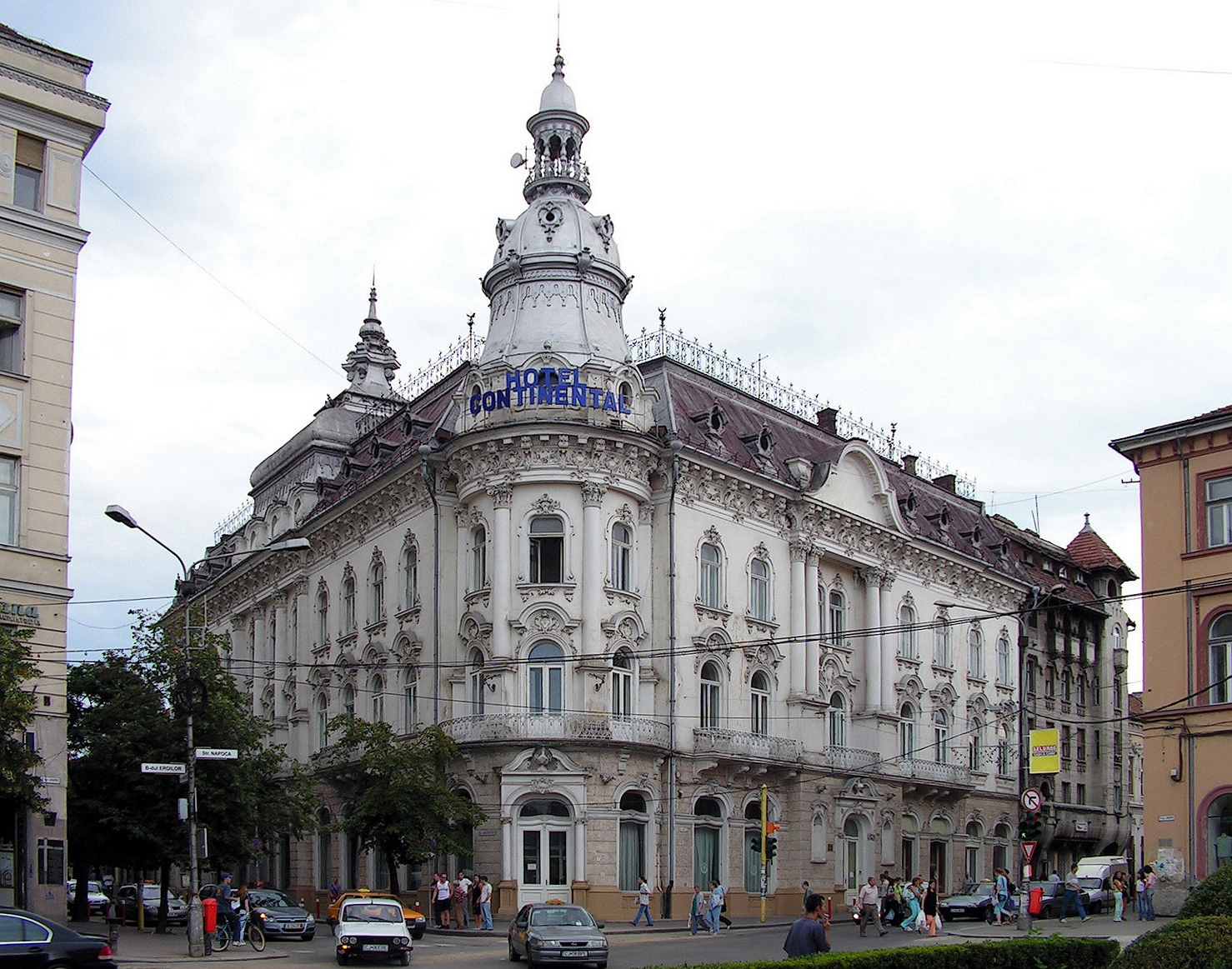
A Continental Szálló 2005-ben
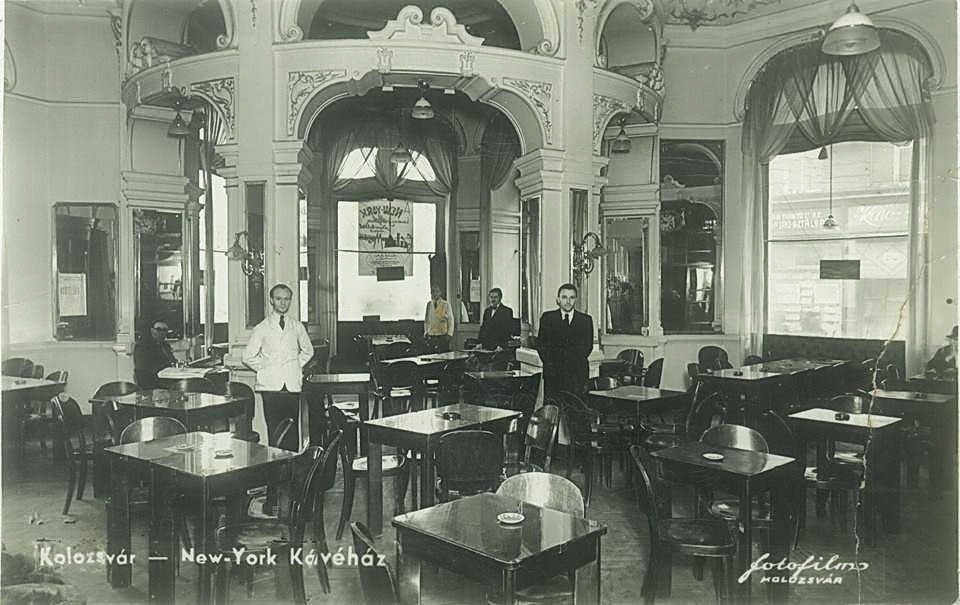
A New York Kávéház nagyterme